# 教父 (小說)
《教父》（英語：The Godfather）是由意大利裔美國作家馬里奧·普佐所寫的犯罪小說。於1969年由G. P. Putnam's Sons出版商所出版，小說描述有關在紐約市的虛構黑手黨教父維托·柯里昂與其家族的故事。本小說涵蓋1945年至1955年，還提供了維托·柯里昂從幼兒到成年的背景故事。
本書令英語世界讀者認識了多個意大利犯罪術語，例如「Consigliere」、「Caporegime」、「Cosa Nostra」和「緘默法則」。
本書啟發了1972年的同名電影。電影的兩部續集在1974年和1990年上映。第一部和第二部電影被廣泛認為是電影藝術的榜樣。

## 劇情
主角麥可·柯里昂，是一名優秀的大學生，生長於纽约的黑手黨柯里昂家族。然而他不願參與家中事務，反而投筆從戎，成為美軍軍官。他的父親「教父」维托因拒絕一位毒販的合作販毒提議，而遭毒販行刺，身負重傷。沒有涉足江湖的麥可為了拯救父親與維繫家族勢力，假意跟對方談判，卻在筵席間刺殺該毒贩和一名與毒販串通的警長。之後，麥可為了避風頭而遁逃到西西里島，江湖開始腥風血雨，麥可的大哥桑尼也被暗殺，维托·柯里昂傷癒重出江湖，與紐約其他黑手黨家族媾和，在黑手黨委員會中，犧牲自己的利益，換取美國黑手黨各家族不追殺麥可的承諾。麥可歸國，繼承父業，以權術與手腕消滅了其餘四大家族的族長，成為了柯里昂家族新一代的教父。

## 改編電影
馬里奧·普佐與導演弗朗西斯·科波拉合作，將小說改編成《教父》電影劇本，於1972年搬上大銀幕，由巨星馬龍·白蘭度主演，在第45屆奧斯卡金像獎上大放異彩。續集《教父續集》獲得六項奧斯卡金像獎，成為第一部獲得奧斯卡最佳影片獎的續集電影。

### 電影改編的電子遊戲
電子遊戲公司藝電於2006年3月21日發售《教父》改編的遊戲。

## 譯本
- 《教父》，許綬南譯，麥田出版，1998年，ISBN 9867782003。
- 《教父》，黃煜文譯，新雨出版社，2015年，ISBN 9789862271773。